# Sandy Powell
Sandy Powell   (Londres, 7 d'abril de 1960) és una dissenyadora de vestuari anglesa per al cinema, formada a la London's Central School of Art, on estudià disseny. Inicià la seva carrera en el món del cinema al costat de Derek Jarman, i posteriorment s'ha convertit en una habitual del cinema de Todd Haynes i Martin Scorsese. Al llarg de la seva carrera ha estat nominada en 14 ocasions al premi Oscar, i n'ha aconseguit el guardó al millor vestuari en tres ocasions: Shakespeare in Love de John Madden (1998), L'aviador de Martin Scorsese (2004) i La reina Victòria de Jean-Marc Vallée. L'any 2011 fou nomenada Oficial de l'Orde de l'Imperi Britànic.

## Premis

### Premi Oscar
| Any  | Premi           | Treball nominat         | Resultat   |
| ---- | --------------- | ----------------------- | ---------- |
| 1993 | Millor vestuari | Orlando                 | Nominada   |
| 1997 | Millor vestuari | Les ales del colom      | Nominada   |
| 1998 | Millor vestuari | Shakespeare in Love     | Guanyadora |
| 1998 | Millor vestuari | Velvet Goldmine         | Nominada   |
| 2002 | Millor vestuari | Gangs of New York       | Nominada   |
| 2004 | Millor vestuari | L'aviador               | Guanyadora |
| 2005 | Millor vestuari | Mrs. Henderson Presents | Nominada   |
| 2009 | Millor vestuari | La reina Victòria       | Guanyadora |
| 2010 | Millor vestuari | The Tempest             | Nominada   |
| 2011 | Millor vestuari | Hugo                    | Nominada   |
| 2015 | Millor vestuari | Carol                   | Nominada   |
| 2015 | Millor vestuari | Cinderella              | Nominada   |
| 2018 | Millor vestuari | The Favourite           | Nominada   |
| 2018 | Millor vestuari | Mary Poppins Returns    | Nominada   |